# Anna Sergejewna Koschnikowa
Anna Sergejewna Koschnikowa (russisch Анна Сергеевна Кожникова, wiss. Transliteration Anna Sergeevna Kožnikova, * 10. Juli 1987 in Raswilnoje, Oblast Rostow) ist eine russische Fußballspielerin. Sie steht derzeit bei Lokomotive Moskau unter Vertrag und spielte 2006 erstmals für die russische Nationalmannschaft.

## Karriere

### Vereine
Anna Koschnikowa begann ihre Karriere bei Energija Woronesch. Nach einem Jahr bei Prialit Reutow spielte sie ab 2006 für FK Rossijanka. Nachdem sie zwischenzeitlich für ZSKA Moskau gespielt hatte, wechselte sie 2018 zu Lokomotive Moskau.

### Nationalmannschaft
Koschnikowa spielte zunächst für die russische U-19-Mannschaft und U-20-Mannschaft. Mit der U-19-Mannschaft gewann sie die U-19-Fußball-Europameisterschaft der Frauen 2005. Bei der U-20-Fußball-Weltmeisterschaft der Frauen 2006 kam sie in allen drei Gruppenspielen und im Viertelfinale zum Einsatz. Am 27. September 2006 absolvierte sie bei einem Spiel gegen Deutschland im Rahmen der Qualifikation zur Fußball-Weltmeisterschaft 2007 ihr erstes Spiel für die russische Nationalmannschaft. Mit der Nationalmannschaft nahm sie am Zypern-Cup 2009 teil. Bei der Fußball-Europameisterschaft der Frauen 2009 kam sie nur im letzten Gruppenspiel zum Einsatz. Bei der Fußball-Europameisterschaft der Frauen 2017 spielte sie als Kapitänin der Mannschaft in allen drei Gruppenspielen. Außerdem absolvierte sie alle Spiele der russischen Mannschaft im Rahmen der Qualifikation zur Fußball-Europameisterschaft 2022.